# قهرمانی وزنه‌برداری جهان ۱۹۶۶
قهرمانی وزنه‌برداری جهان ۱۹۶۶ چهل و یکمین دوره از رقابت‌های قهرمانی جهان می‌باشد که از ۱۵ تا ۲۱ اکتبر ۱۹۶۶ در برلین شرقی، آلمان شرقی برگزار گردید. در این دوره ۱۱۷ ورزشکار مرد از ۲۸ کشور رقابت کردند.

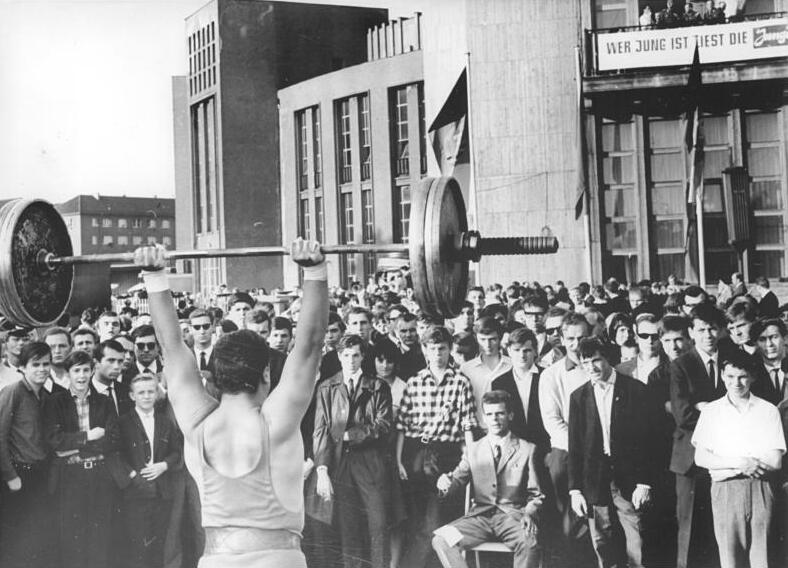
نمایش عمومی در آلمان شرقی

## خلاصه مدال‌ها
| رویداد               | طلا                                    | طلا      | نقره                                | نقره     | برنز                                      | برنز     |
| خروس‌وزن ۵۶ ک‌گ        | الکسی واخونین · اتحاد جماهیر شوروی     | ۳۶۲٫۵ ک‌گ | ایمره فولدی · مجارستان              | ۳۶۰٫۰ ک‌گ | محمد نصیری · ایران                        | ۳۵۰٫۰ ک‌گ |
| پر وزن ۶۰ ک‌گ         | یوشینوبو میاکه · ژاپن                  | ۳۸۷٫۵ ک‌گ | Mieczysław Nowak · لهستان           | ۳۸۲٫۵ ک‌گ | Yoshiyuki Miyake · ژاپن                   | ۳۷۰٫۰ ک‌گ |
| سبک‌وزن ۶۷٫۵ ک‌گ       | Yevgeny Katsura · اتحاد جماهیر شوروی   | ۴۳۷٫۵ ک‌گ | ماریان زیلینسکی · لهستان            | ۴۱۰٫۰ ک‌گ | پرویز جلایر · ایران                       | ۴۰۵٫۰ ک‌گ |
| میان‌وزن ۷۵ ک‌گ        | ویکتور کورنتسوف · اتحاد جماهیر شوروی   | ۴۵۰٫۰ ک‌گ | والدمار باشانوفسکی · لهستان         | ۴۴۷٫۵ ک‌گ | Werner Dittrich · آلمان شرقی              | ۴۴۲٫۵ ک‌گ |
| سبک سنگین‌وزن ۸۲٫۵ ک‌گ | Vladimir Belyaev · اتحاد جماهیر شوروی  | ۴۸۵٫۰ ک‌گ | Győző Veres · مجارستان              | ۴۸۵٫۰ ک‌گ | هانس زدراژیلا · چکسلواکی                  | ۴۶۵٫۰ ک‌گ |
| میان سنگین‌وزن ۹۰ ک‌گ  | Géza Tóth · مجارستان                   | ۴۸۷٫۵ ک‌گ | ایرنئوش پالینسکی · لهستان           | ۴۷۷٫۵ ک‌گ | Marek Gołąb · لهستان                      | ۴۷۵٫۰ ک‌گ |
| سنگین‌وزن ۹۰+ ک‌گ      | لئونید ژابوتینسکی · اتحاد جماهیر شوروی | ۵۶۷٫۵ ک‌گ | Bob Bednarski · ایالات متحده آمریکا | ۵۳۷٫۵ ک‌گ | Stanislav Batishchev · اتحاد جماهیر شوروی | ۵۳۰٫۰ ک‌گ |

## جدول مدال‌ها
| رتبه           | کشور                | طلا | نقره | برنز | مجموع |
| -------------- | ------------------- | --- | ---- | ---- | ----- |
| ۱              | اتحاد جماهیر شوروی  | ۵   | ۰    | ۱    | ۶     |
| ۲              | مجارستان            | ۱   | ۲    | ۰    | ۳     |
| ۳              | ژاپن                | ۱   | ۰    | ۱    | ۲     |
| ۴              | لهستان              | ۰   | ۴    | ۱    | ۵     |
| ۵              | ایالات متحده آمریکا | ۰   | ۱    | ۰    | ۱     |
| ۶              | ایران               | ۰   | ۰    | ۲    | ۲     |
| ۷              | آلمان شرقی          | ۰   | ۰    | ۱    | ۱     |
| ۷              | چکسلواکی            | ۰   | ۰    | ۱    | ۱     |
| مجموع (۸ کشور) | مجموع (۸ کشور)      | ۷   | ۷    | ۷    | ۲۱    |